# 妥安乡
妥安乡，是中华人民共和国云南省楚雄彝族自治州禄丰市下辖的一个乡镇级行政单位。

## 行政区划
妥安乡下辖以下地区：
妥安村、安乐村、东山村、琅井村、横路村、岭岗村、罗申村、波河罗村、柳青村、羊毛岭村、高家村和习纳湾村。

## 交通
- 元昆铁路：甸心站、龙塘坝站

## 中国传统村落
2013年8月，琅井村被评为第二批中国传统村落。